# On dirait
Singles de Amir
J'ai cherché
(2016) Au cœur de moi
(2017)
On dirait est un single du chanteur français Amir sorti le 28 juillet 2016. Il est le troisième extrait de son second album, Au cœur de moi.
Le clip vidéo d'On dirait, tourné à Latilly (Aisne), sort en septembre 2016. Darko Dozovic, candidat de la saison 10 de l'émission de télé réalité Secret Story, fait partie des figurants.

## Classements et certifications
| Classement                                  | Meilleure position |
| ------------------------------------------- | ------------------ |
| Belgique (Wallonie Ultratop 50 Singles)     | 14                 |
| Belgique (Wallonie Ultratop Airplay)        | 6                  |
| Belgique (Wallonie Ultratop Bubbling Under) | 23                 |
| France (SNEP)                               | 15                 |